# Der Geograph

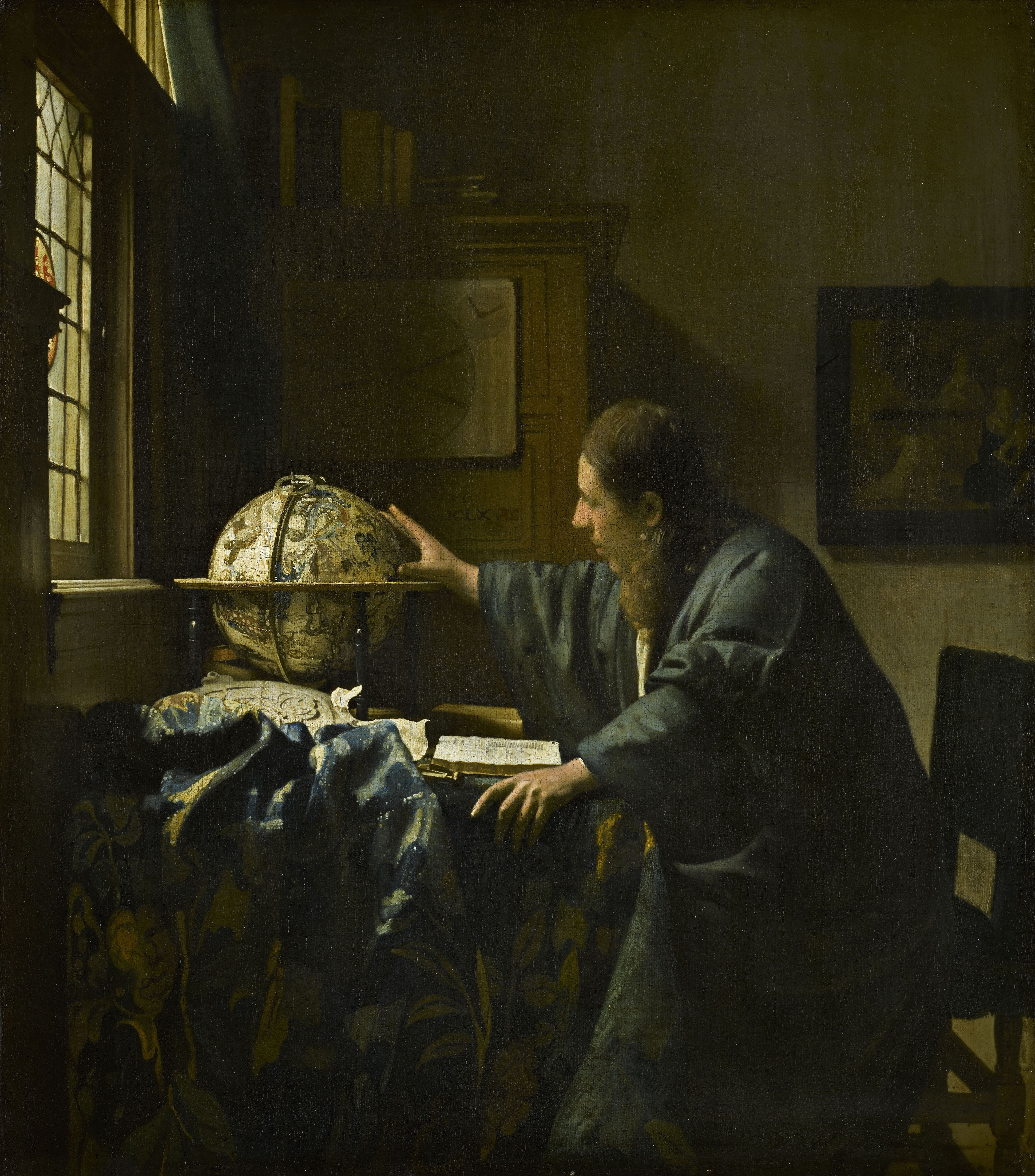
Vermeer: Der Astronom, Louvre, Paris

Der Geograph ist ein 1669 von Jan Vermeer gemaltes Ölgemälde. Das 51,6 Zentimeter hohe und 45,4 Zentimeter breite Bild zeigt einen Geographen bei seiner Arbeit und bildet mit dem Gemälde Der Astronom im Pariser Louvre ein Bildpaar. Es gehört zur Sammlung des Städels in Frankfurt am Main und ist in der Dauerausstellung des Museums zu sehen.

## Bildbeschreibung
Das Bild Der Geograph zeigt den Wissenschaftler in der Bildmitte als zentrales Motiv. Er trägt sein langes Haar hinter den Ohren gebündelt und ist mit einer langen blauen Robe sowie roten und weißen Untergewändern bekleidet. Den schweren Orientteppich, der seinen Arbeitstisch bedeckt hatte, hat er achtlos beiseitegeschoben, um Platz für die ausgebreitete Karte zu schaffen. Während er sich mit seiner linken Hand auf dem Tisch abstützt, hat er seinen Stechzirkel von der Karte hochgehoben und blickt nun sinnend vor sich hin. Aus dem hohen seitlichen Fenster fällt helles Licht auf Gesicht, Hände und Karte, Anspielung auf die Erleuchtung bei seiner Arbeit. Auf dem schmalen Schrank im Hintergrund steht ein Globus neben einem kleinen Stapel Bücher. Auf dem Boden liegen zwei weitere Kartenrollen.
Die Rückwand des Raums, auf der das Fensterlicht, durch Vorhang und  Mobiliar gestreut, ein zartes Schattenspiel entfaltet, ist mit einer Fußleiste aus Delfter Fliesen ausgestattet. Abgeschnitten vom rechten Bildrand ist noch ein kleiner Teil einer gerahmten Karte zu sehen, wie sie auch auf anderen Bildern Vermeers akribisch wiedergegeben werden. Bei der Karte handelt es sich um eine Seekarte Europas des niederländischen Kartographen Willem Jansz. Blaeu. Derartige Karten dienten neben der seefahrerischen Praxis im gerahmten Zustand der Repräsentation von Reichtum, Weltläufigkeit  und Bildung ihres Besitzers.
Unter der Karte steht ein mit Gobelinstoff bezogener Stuhl, wie er in wohlhabenden Haushalten der Niederlande des Goldenen Zeitalters üblich war. Mobiliar, das teuer verglaste Fenster und die Ausstattung des Raums deuten zusammen mit der Karte auf den besonderen Rang und das Ansehen hin, die Kartographen und die niederländische Kartographie in dieser Zeit in den Niederlanden und in ganz Europa genossen.
Röntgenuntersuchungen haben ergeben, dass Vermeer zunächst den Blick des Geographen auf die Karte vor ihm und den Zirkel auf die Karte gesetzt gemalt hat. Jetzt ist der Zirkel etwas erhoben dargestellt und der Geograph „schaut“ aus dem Fenster. Wir sehen jetzt also nicht mehr dem Geographen bei seinem „Handwerk“ zu, sondern beim Nachdenken über Geographie.

### Die Signatur
Der Geograph ist datiert und gehört neben dem Astronom und dem Bild Bei der Kupplerin zu den drei Bildern, die von Vermeer signiert worden sind. Die Signatur IVer Meer / MDCLXVIIII ist an exponierter Stelle am oberen Bildrand angebracht. In der rechten Bildecke wird der Namenszug durch eine raffinierte Lichtführung unübersehbar. Auf der von Schattenflächen verdunkelten Wand erhellt ein schwacher Lichtschein, von einem weiteren parallel geführten Lichtstreifen betont, die Signatur, auf die der Blick des Betrachters zusätzlich durch den schwarzen Rahmen der Karte hingeführt wird.

## Zeitgenössische Bezüge
Mit der Darstellung eines Geographen reagiert Jan Vermeer auf einen Paradigmenwechsel der Gesellschaft seiner Zeit. Bis in das 17. Jahrhundert hinein war es nicht üblich, sich mit der Ausdehnung, Gestalt und Geschichte der Erde zu beschäftigen. Kirchliche Kreise sahen darin eine Zuwiderhandlung gegen den Heilsplan Gottes. Trotzdem erhielten diese Wissenschaften durch die Entdeckungen der Seefahrer und von Astronomen wie Galilei und Kepler, die die niederländische Erfindung des Fernrohrs nutzten, großen Aufschwung. Seit den Entdeckungen neuer Küsten und Länder in Amerika, Asien und Afrika benötigten Kaufleute und Seefahrer immer mehr geografisches Wissen, das in Büchern, Karten und Globen gesammelt und aufbereitet wurde.

## Provenienz
Bis 1797 bildete Der Geograph mit dem Bild Der Astronom ein Bildpaar, erst mit der Versteigerung in diesem Jahr wurden beide Bilder getrennt.
1885 erwarb der Frankfurter Kunstverein das Gemälde Der Geograph für die Sammlung des Städels. Heute ist es eines der bedeutendsten Werke in dieser Sammlung und wird in der Dauerausstellung präsentiert.